# Eupseudosoma involuta
Eupseudosoma involuta là một loài bướm đêm thuộc phân họ Arctiinae, họ Erebidae.